# Max-Morlock-Stadion
Grundig Stadion, tidigare EasyCredit-Stadion, dessförinnan Frankenstadion, är en tysk fotbollsarena i Nürnberg.
Grundig Stadion är hemmaarena för 1. FC Nürnberg.
Fram till den 14 mars 2006 hette EasyCredit-Stadion Frankenstadion men 1. FC Nürnberg sålde namnrättigheterna och döpte om arenan. Fansen protesterade mot namnbytet och såg hellre att arenan skulle få namnet Max-Morlock-Stadion efter klubbens gamla storspelare Max Morlock. Vissa fans väljer att kalla arenan Max-Morlock-Stadion istället.
Under VM i fotboll 2006 spelades bland annat åttondelsfinalen mellan Nederländerna och Portugal här. 

## Evenemang
- VM i fotboll 2006
- FIFA Confederations Cup 2005